# 朱珍
朱珍（9世纪—889年），徐州豐縣人。五代時朱溫的主將。
朱溫降唐时，手下唯朱珍、庞师古二人。光启元年，任诸军都指挥使，位列诸将之上，並進兵焦夷（今安徽亳縣南），击败蔡州节度使秦宗权。隨後又转战山东各地，居功厥偉。
朱珍與李唐賓有芥蒂。汴军攻打郓州时，朱珍作战不利退至濮州，未经禀报就派人自汴州接回家眷。朱溫聞知大怒，又不好發作，他不放心朱珍，暗中命令李唐宾监视朱珍的举动。朱珍知道這件事，心情不好，晚上與部将在帐中喝酒解闷。李唐宾疑其有异心，率十多名亲兵回汴州向朱温报告。朱珍连忙单骑奔回汴州，向朱温说明情况。朱温对两人都很爱惜，俱不加罪，为两人和解，命两人返回濮州。
龙纪初年，朱珍屯萧县，對抗感化节度使时溥，李唐賓因裨将嚴郊不聽朱珍使喚，朱珍下令唐賓責之，唐賓不服，反而前來理論，被朱珍拔劍斬殺于帳中。朱溫聞知大怒，但在左司馬敬翔勸說下，宣布李唐賓謀叛已經在軍前斬首，並譴親使攜帶手書去前方慰撫，軍心才告安定。秋季，七月，朱溫趁前線視察之機，命大将丁會當即擒獲朱珍，怒斥其擅殺大將，下令推出斬首，大将霍存等数十人叩頭，乞求寬恕，全忠不听，拿起床板向他們投擲，他們才退出。朱珍被处死。

## 延伸阅读
[在维基数据编辑]
 在维基文库阅读此作者作品
 《舊五代史·卷19》，出自薛居正《舊五代史》
 《新五代史·卷21》，出自歐陽修《新五代史》